# هاياشي أكيرا
هاياشي أكيرا (باليابانية: 林復斎؛ بالكانا: はやし ふくさい) هو دبلوماسي وفيلسوف ياباني، ولد في 10 فبراير 1801 في إيدو في اليابان، وتوفي بنفس المكان في 12 أكتوبر 1859.